# Въоръжени сили на Кабо Верде
Народните революционни въоръжени сили на Кабо Верде включват Армия и Брегова охрана, към която има и малко военновъздушно крило. Въведена е задължителна 14-месечна наборна служба. Това е една от най-малките армии в света.